# Фікус бенгальський
Фікус бенгальський (Ficus benghalensis) — дерево родини шовковицевих, що походить з Бангладеш, Індії та Шрі-Ланки.

## Будова
Вічнозелене листяне дерево до 24 м.
Характерна для цього дерева форма клональної колонії має назву баньяна. Формування баньяна починається з утворення на великих горизонтальних гілках дорослого дерева повітряних коренів, зазвичай без кореневих волосків. У певні моменти життя дерева їх з'являється дуже багато, і вони гірляндами звисають з горизонтальних гілок. Повітряні корені ростуть дуже повільно, і через деякий час велика їх частина засихає, так і не досягнувши ґрунту. Поодинокі повітряні корені доростають до землі і укорінюються, після чого його надземна частина інтенсивно товщає, набуваючи зовнішності і функції стовбурів. Головний стовбур товщий за ті, що виросли з повітряних коренів. У старих дерев він може загнивати, залишаючи після себе безліч молодших стовбурів.

## Життєвий цикл
Дерево здатне розмножуватися вегетативно за допомогою повітряних коренів, утворюючи клональні колонії площею понад 1 гектара. Так, найбільший сучасний екземпляр, Великий баньян, займає площу 1,5 га.
Плоди дерева поїдаються птахами і ссавцями. Птахи є основними поширювачами насіння. Насіння, що пройшло через травний тракт птахів, має навіть більшу здатність до проростання.

## Поширення та оселища
Росте у тропічних дощових лісах і заростях ліан на глибоких родючих ґрунтах.

## Практичне використання
В Індії це дерево священне.